# Сангушко, Дмитрий Фёдорович
Князь Дми́трий Фёдорович Сангу́шко (пол. Dymitr Sanguszko, 1530 — 3 февраля 1554) — государственный деятель Великого княжества Литовского, староста житомирский (1548—1552), черкасский и каневский (1552—1554).

## Биография
Представитель литовского княжеского рода Сангушек герба «Погоня». Старший сын старосты владимирского, винницкого и брацлавского, маршалка Волынской земли, князя Фёдора Андреевича Сангушко (ок. 1500—1547), и Анны Ивановны Бранкович (ум. 1578). Младшие братья — Андрей, Роман и Ярослав Сангушки.
В 1548 году князь Дмитрий Фёдорович Сангушко получил должность старосты житомирского, а в 1552 году был назначен старостой черкасским и каневским.
Князь Дмитрий Сангушко был обручен с княжной Мариной Львовной Полубинской, дочерью державца кричевского, князя Льва Васильевича Полубинского (ум. до 1544) и внучкой князя Василия Андреевича Полубинского (ум. 1550), маршалка господарского и старосты мстиславского.
На третий день после смерти князя В. А. Полубинского (1550) князь Д. Ф. Сангушко, староста житомирский, совершил наезд на владения Полубинских, где захватил княжну Марину Львовну и отдал её на попечение своей тетки Федии Андреевны, урождённой Сангушко, жены подскарбия Богуша Боговитинова. Однако, когда стало известно, что князь Дмитрий женился на княжне Гальшке Острожской, в октябре 1553 года князя Дмитрия вызвал на суд воевода новогрудский Иван Горностай, обвиняя его в том, что тот «не хочет отдать его внучку, княжну Марину Львовну Полубенскую». Иван Горностай требовал, чтобы княжну Марину отобрали у Федии Боговитиновой и отдали бы ему. Фёдор Сангушко вынужден был освободить княжну Марину Полубинскую.

## Женитьба на Эльжбете Острожской
В 1551 году польский сейм постановил, что Беата Косцелецкая (вдова князя Ильи Острожского), не может выдать замуж свою единственную дочь Гальшу Острожскую без согласия её опекунов — князей Фёдора Сангушко, Константина-Василия Острожского и польского короля Сигизмунда ІІ Августа.
Князь Константин-Василий Острожский (дядя Гальши) решил выдать 14-летнюю племянницу замуж за старосту черкасского и каневского, князя Дмитрия Фёдоровича Сангушко, на что вначале дала своё согласие её мать Беата Косцелецкая. Однако после королевского запрета Беата изменила своё первоначальное решение. Дмитрий Сангушко, который влюбился в Гальшу, с Константином Острожским решили заехать в Острог в гости, но Беата Косцелецкая приказала слугам не пускать гостей в замок. После вооруженной стычки князья Д. Сангушко и К. Острожский со своими надворными отрядами захватили городской замок в Остроге.
15 сентября 1553 года князь Дмитрий Фёдорович Сангушко женился на Гальше Острожской. Беата Косцелецкая, выступавшая против этого брака, написала жалобу польскому королю и великому князю литовскому Сигизмунду ІІ Августу. Король приказал Дмитрию Сангушко немедленно покинуть Острог и отказаться от Гальши. Дмитрий Сангушко отказался исполнять королевское распоряжение и вместе с юной женой бежал в Канев. Разгневанный Сигизмунд Август лишил Д. Ф. Сангушко всех должностей. Князья Д. Сангушко и К. Острожский получили приказ явиться в январе 1554 года на королевский суд в Кнышине. Из-за страха перед королевским решением ни один из них не явился на суд. За князя Константина Острожского заступился германский император Фердинанд І Габсбург. Польский король отстранил князя Константина Острожского от опекунства над Гальшей, а князь Дмитрий Сангушко был приговорен к баниции (лишению чести, изгнанию из страны и конфискации имущества). За голову Сангушко была объявлена награда в размере 200 злотых.
Дмитрий и Гальша, переодетая слугой, бежали в чешскую Силезию, рассчитывая укрыться в замке Роуднице, принадлежавшем гетману великому коронному Яну Амору Тарновскому, тестю князя Константина-Василия Острожского. За ними бросились в погоню воевода калишский Мартин Зборовский, который хотел выдать Гальшу замуж за одного из своих сыновей, Януш и Анджей Костелецкие, Лукаш и Анджей Гурки. В местечке Лиса-над-Лабем, в окрестностях Праги, Дмитрий Сангушко устроил банкет в гостинице, во время которого был схвачен, избит и заключен в кандалы. 2 февраля пленник был доставлен в Яромерж на силезской границе. Мартин Зборовский, руководивший погоней, опасался, что чешский король Фердинанд І Габсбург велит освободить князя Дмитрия Сангушко, и приказал ночью 3 февраля своим слугам убить знатного пленника. За незаконное убийство на территории иностранного государства Мартин Зборовский был арестован и заключен в темницу. Однако благодаря заступничеству короля Сигизмунда II Августа вскоре чешский король приказал освободить Мартина Зборовского.
11 февраля 1554 года тело Дмитрия Сангушко было захоронено в Яромерже в церкви св. Николая перед алтарем св. Варвары. На каменном надгорбии было написано: «Здесь покоится прах славного литовского князя из неожиданного места Ольгерда, старосты Черкасского и Каневского, предательски и вероломно убитого Мартином Зборовским».
Около 1860 года князья Сангушко поставили на могиле новую плиту, но уже без имени убийцы.